# Кіаф

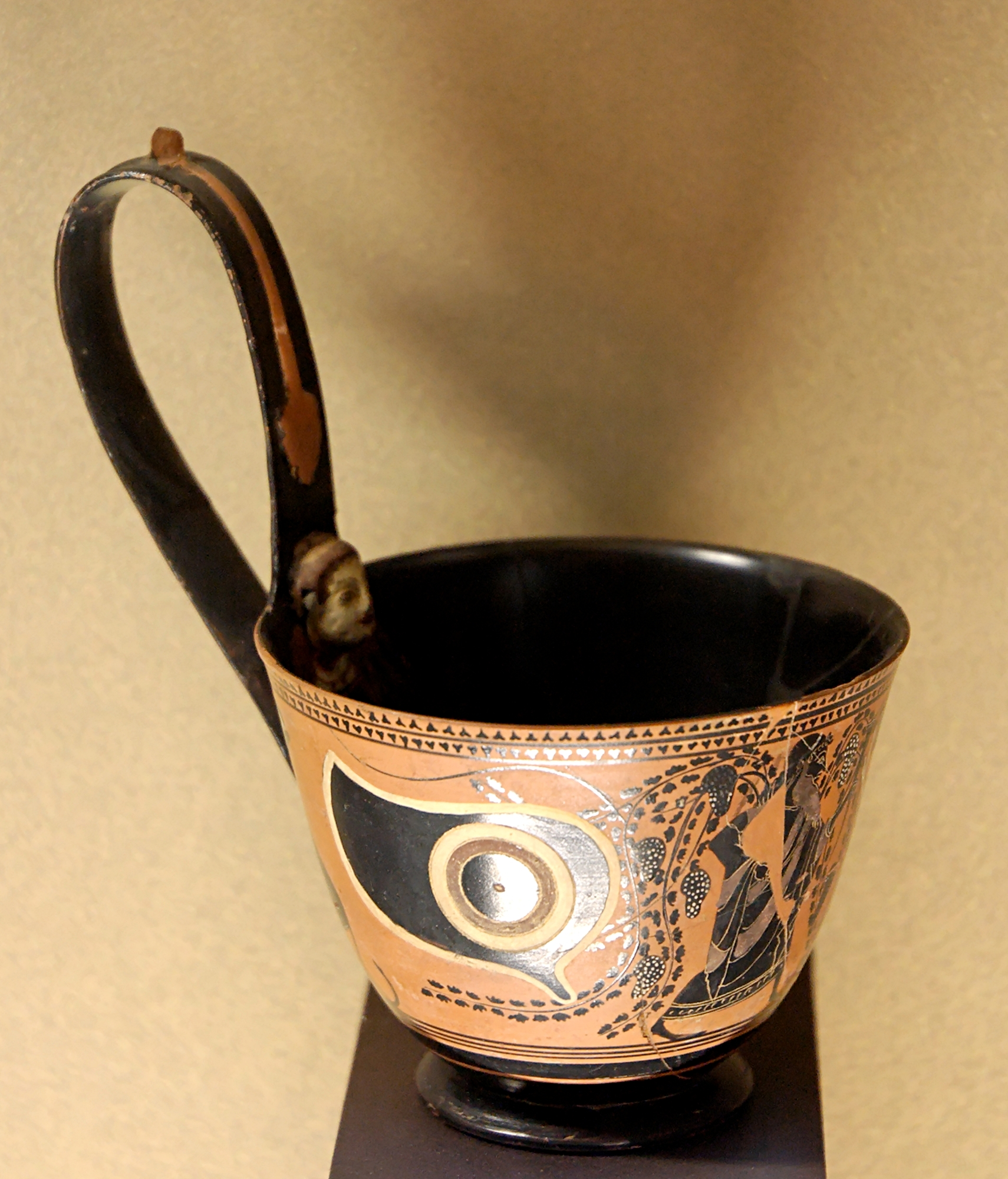
Кіаф із зображенням Діонісій, Лувр

Кіаф, іноді Кіатос — давньогрецька посудина з однією ручкою, нагадує сучасну чашку. Це різновид кілікса без однієї ручки, проте ручка кіафа більша і підноситься над краєм посудини, оскільки кіафи використовувалися на сімпосіях для зачерпування вина.
Об'єм кіафа становив 0,045 літра.
За Георгом Агріколою Ціат (cuathus) — грецькою кіаф, власне, ковшик — римська міра рідин і сипких тіл, дорівнював 1/12 секстарія (0,045 л).
«De Re Metallica» (1556 р.)